# Heterothrips vitifloridus
Heterothrips vitifloridus är en insektsart som beskrevs av Bailey och Cott 1954. Heterothrips vitifloridus ingår i släktet Heterothrips och familjen Heterothripidae. Inga underarter finns listade i Catalogue of Life.